# Sáfáry László
Sáfáry László (Munkács, 1910. november 16. – Ukrajna, 1943 január) - költő.

## Élete
1910 november 16-án született Munkácson, Sáfáry József gyermekeként. Édesapja előbb tengerész volt, de egy hajótörése után diplomát szerezve földmérőmérnökként tért vissza Kárpátaljára, ahol Munkács Csehszlovákiához csatolása után munkáját elvesztette, s főleg alkalmi munkából élt, ezért a család sok nélkülözés közepette élt egy fiú- és két lánygyermekével együtt.
Sáfári László iskolás korát elérve Munkács már Csehszlovákiához került. Az  első és második osztályt Munkácson végezte az ottani polgári fiúiskolában, a többit pedig Sátoraljaújhelyen a római katolikus reálgimnáziumban.
Érettségi után megszerezve a magyar állampolgárságot beiratkozott a budapesti Pázmány Péter katolikus egyetem magyar-latin szakára, itt szerzett tanári diplomát.
Fiatalon, 1931-ben már önálló verskötettel jelentkezett; Lendület címmel. A szlovákiai Sarló mozgalom egyik részvevője volt, 
1932-ben pedig Az Út munkatársa, és egy ideig a Kórus című lap szerkesztője is. Második verseskötete 1935-ben jelent meg Verhovina címen Munkácson.
1936 után Budapesten élt, 1939-ben a munkácsi magyar-orosz nyelvű tanítóképző, majd a magyar gimnázium tanára.
1942-ben behívták katonának, az orosz frontra került, ahol 1943 januárjában eltűnt.
Versei egyéni színekkel harcosan progresszív egyéniségre vallanak.

## Munkái
- Lendület (versek, Munkács, 1931)
- Verhovina (versek, Munkács, 1935)
- Korforduló; összegyűjt., bev. Sándor László; Szépirodalmi, Bp., 1969
- Hómezők előtt. Válogatott versek; szerk., utószó S. Benedek András; Hatodik Síp Alapítvány–Mandátum, Bp.–Beregszász, 1995
- Köztetek vagyok. Összegyűjtött versek; szerk., vál., előszó Finta Éva; s.n., Bp., 2008 (Z)